# زاحفة بحيرة كومو
زاحفة بحيرة كومو (الاسم العلمي:†Lariosaurus) هي جنس منقرض من الزواحف تتبع فصيلة النوتوصورات من العظائيات الزعنفية.